# Lü Changxin
Lü Changxin (吕长新S, Lǚ ChángxīnP; Tientsin, 1937 – 25 maggio 2022) è stato un cestista e allenatore di pallacanestro cinese.

## Carriera
Da allenatore ha guidato la Cina ai Giochi olimpici di Seul 1988 e ai Campionati mondiali del 1990.